# Belmonte (Belmonte de Miranda)
Belmonte (Balmonte en asturiano, y oficialmente Belmonte/Balmonte) es una parroquia y una villa capital del concejo asturiano de Belmonte de Miranda, en el norte de España. La parroquia tiene una superficie de 32,52 km², siendo la más grande del concejo, en la que habitan un total de 546 personas, de acuerdo al INE de 2021. La villa de Belmonte, con 372 habitantes, se encuentra situada a unos 200 metros sobre el nivel del mar, a lo largo de ambas orillas del río Pigüeña. En la localidad existe un afamado coto truchero de pesca sin muerte. 

## Geografía
Atraviesa la parroquia en dirección norte-sur el río Pigüeña, así como algunos de sus afluentes por la izquierda y la derecha como son el Reguero Valdemolín, Arroyo de Covasil o el Arroyo de Barbal. Es una de las mayores parroquias en superficie de Asturias, siendo más grande que varios concejos y limita al norte con las parroquias de San Martín de Lodón y Leiguarda; al sur con Las Estacas, Vigaña y San Martín de Ondes; al este con Vigaña de Grao, Restiello y Villamarín, las tres en el vecino concejo de Grao y por último al oeste con Begega y Quintana.

## Entidades de población
Aparte de la villa de Belmonte (Belmonte/Balmonte) se encuentran repartidas por la parroquia las poblaciones de Alvariza (Albariza), La Bellosa (La Vellosa), Cezana, Coladiello, Corias (Courias), Las Cruces, Dolía (Dolia), La Dorera (La Durera), El Estilleiro (L'Estilleiru), Faedo (El Faéu), Faidiello (Faidiel.lu), Fresnedo (Freisnéu), La Granda, Meruja (Meruxa), Montescuso (Montescusu), Pascual, Posadorio (Pousadoriu), Repenerencia (La Repenerencia), Tablado (Tabláu) y Tiblós.

## Transporte
La principal vía de acceso a la parroquia es a través de la carretera AS-227 que une San Martín de Lodón con el Puerto de Somiedo, en el límite entre Asturias y la provincia de León. 